# Yoshinkan
Yoshinkan (養神館, Yōshinkan, lit. Casa para el Cultivo del Espíritu) es un estilo de Aikido fundado por Gozo Shioda (1915-1994), alumno de Morihei Ueshiba inicialmente en Daito-Ryu Aiki Jujutsu y después de la Segunda Guerra Mundial en Aikido.
Se caracteriza por ser un aikido que con técnicas recias y contundentes, con características que muchas veces recuerdan más al Aikijujutsu que al Aikido, estando enfocado a la eficacia en el combate sin armas. Es practicado habitualmente por la policía japonesa.
Es un estilo muy dinámico de práctica mucho más dura que otros estilos producto del arduo período de entrenamiento que Shioda pasó como uchi-dechi (alumno interno) de Morihei Ueshiba. El Aikido Yoshinkan tiene unas 150 técnicas básicas que se practican repetidamente lo que permitiría posteriormente dominar las restantes técnicas mucho más complejas que trasciende que totalizan casi tres mil técnicas en total incluyendo sus variaciones. Yoshinkan no se dirige a las competencias y, en cambio, enfatiza las aplicaciones de defensa personal. Es una de las artes marciales practicada por la policía de Tokio.
Yoshokai aikido es un derivado del Yoshinkan, basado en Norteamérica.